# Schizanthus alpestris
Schizanthus alpestris là loài thực vật có hoa trong họ Cà. Loài này được Poepp. ex Benth. miêu tả khoa học đầu tiên năm 1846.